# 韋恩·多德
克拉克·韋恩·多德（英語：Clark Wayne Dowd；1941年11月1日—2016年6月16日），是美國的民主黨政治人物，前阿肯色州參議院議員。

## 生平
多德生於阿肯色州德克薩卡納，分別在南阿肯色大學和阿肯色大學法學院畢業，之後在德克薩卡納開展他的法律事業。
自1979年起，他以民主黨黨籍當選為阿肯色州參議院第十二選區代表議員，後來因選區兩度重劃而轉任第三十一和第四選區的議員，至2001年不再參選。
2016年6月16日，多德在參加阿肯色州律師協會年會時因癌症於温泉城逝世，享年74歲。